# روکیتسانی
روکیتسانی {{به چکی| Rokycany) یک شهرک، شهرستان دارای شهرک سابقاً روستا و شهرستان جمهوری چک در جمهوری چک است که در ناحیه روکیتسانی واقع شده‌است. روکیتسانی ۱۴٬۰۳۱ نفر جمعیت دارد.

## خواهرخوانده
شهر گرایتس خواهرخواندهٔ روکیتسانی هست.